# Immeuble Shell
L'immeuble Shell est un bâtiment situé sur le boulevard Mohammed-V dans la ville marocaine de Casablanca, et il est considéré comme un monument emblématique de la ville. Il a été construit en 1934 comme siège de la société anglo-néerlandaise Royal Dutch Shell.

## Histoire
Au début du XXe siècle, de nombreuses entreprises étrangères ont pris conscience du potentiel économique offert par le protectorat français, notamment la société pétrolière et gazière Royal Dutch Shell. L'entreprise a pris ce bâtiment de la rue de la Gare comme siège social en 1934, car elle menait du centre-ville à la gare Casa-Voyageurs.
Après restauration, le bâtiment a été rouvert le 5 décembre 2013 sous le nom d'Hôtel Impérial.

## Architecture
Les lignes géométriques du bâtiment se caractérisent par leur rigueur, malgré l'ondulation de sa forme générale, en harmonie avec la forme de la place sur laquelle il a été construit. Le bâtiment est caractérisé par des lignes horizontales le long de chacun de ses cinq étages, et au cinquième et dernier étage, au milieu, se trouve une horloge avec une coquille de chaque côté, qui symbolise l'entreprise dont le logo est une coquille.